# Michael Formanek
Michael Formanek (San Francisco, California, 7 de mayo de 1958) es un bajista estadounidense de jazz contemporáneo.

## Historial
En los años 1980, Formanek trabajó como acompañante con Freddie Hubbard, Joe Henderson, Dave Liebman, Fred Hersch y Attila Zoller. Su disco de debut como líder, Wide Open Spaces (1990), incluyó al saxofonista Greg Osby, el violinista Mark Feldman, el guitarra Wayne Krantz, y el baterista Jeff Hirshfield. En 1992 publicó Extended Animation con el mismo grupo, salvo que Tim Berne reemplazó a Osby.
en 1993 Formanek, Berne y Hirshfield grabaron como trío el álbum Loose Cannon. A continuación, Formanek lideró su propio septeto, junto a Berne, el trompeta Dave Douglas, el saxo y flauta Marty Ehrlich, Frank Lacy (trombón), Marvin Smith (batería), y Salvatore Bonafede (piano). Ese mismo año, Formanek comenzó a tocar en el grupo de Berne, Bloodcount, permaneciendo con ellos hasta final de la década, y publicando varios discos: Lowlife, Poisoned Minds, Memory Select, Discretion y Saturation Point. Su cuarto disco como líder (Enja Records, 1996) lo grabó con Dave Douglas, el trombonista Steve Swell y el batería Jim Black.
En 1998 Berne y Formanek publicaron Ornery People en dúo, y más tarde Formanek editó un disco en solitario, Am I Bothering You?. el año 1999 vio a Formanek trabajando en trío con Ehrlich y Peter Erskine. En 2000 tocó con el cuarteto Northern Exposure, junto a Black, Dave Ballou (trompeta), y Henrik Frisk (saxo). Formanek desarrolló también una extensa labor como músico de sesión, apareciendo en discos de Jane Ira Bloom, Uri Caine, James Emery, Lee Konitz, Kevin Mahogany, The Mingus Big Band, The New York Jazz Collective, Daniel Schnyder o Jack Walrath, entre otros.
En 2016 graba para ECM Michael Formanek's Ensemble Kolossus  The Distance que recibe 5 estrellas en Downbeat.

## Discografía
- Wide Open Spaces (Enja Records, 1990)
- Extended Animation (Enja, 1992)
- Loose Cannon (Soul Note, 1993)
- Low Profile (Enja, 1994)
- Nature of the Beast (Enja, 1996)
- Ornery People con Tim Berne (Little Brother, 1998)
- Am I Bothering You? (Screwgun, 1999)
- Relativity (Enja, 1999)
- The Rub and Spare Change (ECM, 2010) con Craig Taborn, Tim Berne y Gerald Cleaver.
- "Michael Formanek's Ensemble Colossus The Distance" ECM 24371 2016